# Ашурмамадов, Ёрмамад
Ёрмамад Ашурмамадов (тадж. Ёрмаҳмад Ошурмаҳмадов; 1 марта 1919, Хорог — 7 августа 2004, Хорог) — советский, таджикский актёр, певец, переводчик и драматург, Заслуженный деятель искусств Таджикской ССР (1966), директор Государственного музыкально-драматического театра им. А. Рудаки в Хороге на Памире (1947—1948, 1957—1976), директор областного историко-краеведческого музея ГБАО (1976—1979).

## Биография
Ашурмамадов родился 1 марта 1919 года на Памире в Хороге, Туркестанская АССР (ныне Горно-Бадахшанская автономная область, Таджикистан) в семье дехканина. В 4 года лишился отца, рос в доме двоюродного брата Кадамшо Додихудоева. В 6 лет отдан на воспитание в русскую семью Тупкиных, глава которой служил тогда в Хорогском отряде пограничных войск КГБ СССР. Год спустя они отбыли в Россию.
С 1926 по 1930 годы воспитывался в первом на Памире в Хорогском госинтернате у известного просветителя Сулаймона Курбонмамадова тадж. Силмон.

В 1923 году, когда открылась первая школа-интернат для 50 учащихся, директором школы был назначен охон Сулаймон (работал на этом посту до 1952 года). Он воспитал и выучил много известных людей Таджикистана, в том числе Баходур Искандарова, Мастибека Тошмухаммедова, З. Саломатшоеа, Мирсаида Миршакара, Тилло Пулоди, Нодир Шамбезоде, Давлатали Шабдолова, Шерон Мамадшоева, А. Абдуллоева, Шониёз Метаршоева и других
В 1930 году поступил на 1-й основной курс партийной школы в Хороге, которую окончил в 1932 году. Затем с октября 1932 по сентябрь 1935 года работал в Хорогской областной центральной сберегательной кассе. С 1935—1936 годы учёба на Высших юридических курсах при Наркомюсте Таджикской ССР в Сталинабаде, однако в 1936 году был отозван Сталинабадским горкомом ЛКСМ Таджикистана и направлен на работу инспектором оперативного отдела согласно ходатайству Республиканского управления гострудсберкасс и госкредита Таджикской ССР, затем был направлен работать старшим контролёром, инспектором в Хорогскую областную сберкассу. С февраля 1937 года Облфинотделом ГБАО был назначен на должность старшего инспектора Областного госстраха и одновременно обучался на курсах по подготовке заведующих рай финотделов при Областном финотделе ГБАО. 16 мая 1939 года назначен заведующим финхозсектором Горно-Бадахшанского обкома ЛКСМ Таджикистана, где проработал по январь 1940 года. С 1937 года учился заочно в Хорогском педагогическом училище, которое окончил в 1940 году по специальности «учитель».
С февраля по 5 декабря 1940 года работал артистом областного Музыкально-драматического театра им А. Рудаки (до этого часто участвовал по приглашению артиста театра Курбоншо Ноёбшоева в гастролях по области в труднодоступные районы Памира, добираясь туда пешком, на ослах и в редких случаях на автотранспорте.
В октябре 1943 года распоряжением облисполкома ГБАО отозван из областного театра и назначен заведующим Хорогской Центральной сберкассы № 3656, затем в августе 1944 года назначен начальником Областного Управления Гострудсберкассы и Госкредита с одновременным исполнением обязанностей заведующего Центральной сберкассы № 3656.
В апреле 1947 года постановлением Горно-Бадахшанского обкома КП Таджикистана назначен директором Хорогского областного музыкально-драматического театра, где проработал по 28 августа 1948 года.
С сентября 1951 по сентябрь 1956 года работал методистом, затем по сентябрь 1957 года директором Хорогского областного Дома народного творчества ГБАО. Член КПСС с 1957 года.
С 25 сентября 1957 по февраль 1976 года директор Государственного музыкально-драматического театра имени Рудаки в Хороге, ГБАО:

«… можно было бы принять за британского лорда. И только его экзотическое имя — Ёрмамад Ашурмамадов напоминает о его памирском происхождение. Ещё мальчишкой он „заболел“ театром. Певец, актёр, драматург — таков этот необычный директор. Пост который он занимает очень значительный …»— 
С 1976 по 1979 год директор Историко-краеведческого музея Горно-Бадахшанской автономной области.
Персональный пенсионер республиканского значения (1980—2004).
Ёрмамад Ашурмамадов скончался 7 августа 2004 года в Хороге на 86 году жизни, похоронен там же, на Памире.

## Творчество
Сыграл на сцене свыше сорока драматических, трагических и романтических ролей:
- «Золотой кишлак» (тадж. Сардор ва Қозӣ, «Қишлоқи тиллоӣ», 1967) — М. Миршакар.
- «Сказание гафиза» (тадж. Ҷаллод, «Достони Ҳофиз», 1968) — Ф. Тошмуҳаммадов.
- «Говорящий чинар» (тадж. Таваккалхоҷа, «Чинори гӯё», 1958) — Б. Рахимзода, С. Саидмуродов[6].
- «Свобода» (тадж. Бонч-Бруевич, «Ҳуррият», 1970) — Ғ. Абдулло.
- «Женитьба» (тадж. Жевакин, «Хонадоршавӣ») — Гоголь.
- «Бесприданница» (тадж. Кнуров, «Аруси бе ҷиҳоз») — А. Островский.
- «Южнее 38-й параллели» (тадж. Гарри Спелма, «Параллели 38-ум») — Тхай Дян Чун[9].
- «Месть» (тадж. Рейхскомиссар, «Интиқом») — С. Сафаров).
- «Рассвет революции» (тадж. Субҳи Инқлоб).
- тадж. «Хари ҷаноб».
- «Гестапо»[2][3][6][9].

Автор пьес, музыкальных композиций и концертных программ:
- «Колхозная свадьба» (тадж. Тӯйи колхозӣ, 1954).
- «Рассвет счастье» (тадж. Субҳи иқбол, 1955).
- «Под руководством партии» (тадж. Партия раҳнамо, 1957).
- «Плоды закона счастья» (тадж. Самараи қонуни бахт, 1957).
- «Добро пожаловать весна» (тадж. Марҳабо баҳор, 1963).
- «Знамя Октября» (тадж. Байроқи Октябрь, 1964).
- «Луч солнца» (тадж. Шӯълаи офтоб, 1965).
- «Рубаб повествует» (тадж. Рубоб ҳикоят мекунад, 1967).
- «Сын Октября» (тадж. Фарзанди Октябрь, 1968).
- «Вечно живой» тадж. Зиндаю ҷовид», 1970).
- «Нескончаемая дружба» (тадж. Дӯстии безавол, 1972).
- «Пройденный путь» (тадж. Тавофути роҳ, 1974)[2][3].

Переводчик драматических произведений на таджикский язык для театральной постановки:
- «Почтовые звезды» (тадж. Ситораҳои алоқа, 1964) — Я. Гордон.
- «Спец задание» (тадж. Супориши махсус, 1968) — В. Балакаев.
- «Витька Магеллан» (1977) — В. Нестайко.
- «Заря Памира» (тадж. Шафақҳои Помир) — Илья Павлов.
- «Однодневный жених» (тадж. Домоди якруза) — Д. Кортиков.
- «Василий Агафонов остается» (тадж. Василий Агафонов мемонад) — Г. Мдивани.
- «Искру сердца посвящаю» (тадж. Шарори дилро мебахшам, 1974) — Н. Хазри[2][3].

«Ярмухамеду Ашурмамадову с большой благодарностью за то что сердца наши бьются вместе, вашем переводе. Ваш Н. Хазри 30.01.74 (дарственный надпись автора в его книге «Чистое дыхание земли»)»
.
Ашурмамадов сыграл роль милиционера в цветном художественном фильме «Сыну пора жениться» (режиссёр Тахир Сабиров, 1959 год).

## Награды и звания
- Медаль «За доблестный труд в Великой Отечественной войне 1941—1945 гг.» (1945),
- «Тридцать лет Победы в Великой Отечественной войне 1941—1945 гг» (1975),
- «Сорок лет Победы в Великой Отечественной войне 1941—1945 гг» (1985),
- За доблестный труд «В ознаменование 100-летия со дня рождения Владимира Ильича Ленина» (1970),
- «Ветеран труда» (1985),
- Заслуженный деятель искусств Таджикской ССР (1966),
- Грамота Президиума Верховного Совета Таджикской ССР (1965),
- Почётная грамота Президиума Верховного Совета Таджикской ССР (1956; 1957; 1960),
- Грамота Председателя Хукумата ГБАО Республики Таджикистан (2001),
- Знак Министерства культуры СССР «За отличную работу» (1964, 1967)
- Грамота ДОСААФ СССР (1953, 1955)[2][3].

## Семья
- Отец — Кадамшоев Ашурмамад тадж. Ошурмаҳмад Қадамшоев (186?−1926) — дехканин-земледелец.
- Мать — Султонбекова Фотима (1870—1972) — была родом из кишлака Тирев (географическое расположение — ныне Афганская сторона напротив таджикского кишлака Барчид, селение Поршинев), работала в Хорогском пограничном отряде до и после революции.
- Сёстры: Ашурмамадова Шакарбахт (1915—1974) — учила детей на дому с использованием латиницы в 30-е годы, после была воспитательницей садика в Хороге; Ашурмамадова Накубахт (1920 −1994) — работала воспитательницей Хорогского интерната № 1; Ашурмамадова Ошурбека (1926 −2005) — выпускница Хорогского педагогического училища, работала учительницей кройки и шитья Дома пионеров г. Хорога[10]. Муж Пайшамбе Писариджев[10].

Двоюродные братья: 
- Додихудоев Кадамшо (1902—1973) — красноармеец РККА, служил в отряде Т. М. Дьякова, в РКМ (1923—1929), председатель Шугнанского райисполкома (1930—1932), первый секретарь Бартангского райкома партии (1932—1933), работал председателем колхоза имени Сталина в Хороге (1939—1946)[11][12].
- Меретдин Амдинов тадж. Меҳриддин Амдинов (1905—1938) — советский, таджикский политический и государственный деятель, председатель Исполнительного комитета Областного Совета Автономной области Горного Бадахшана, зам. председателя Совета национальностей Верховного Совета СССР (1934—1937)[13].
- Одинаев Сабзали (1908—1993) — советский, таджикский хозяйственный и государственный деятель, участник Великой Отечественной войны в 1942—1945 гг., кавалер орденов Отечественной войны I степени, Отечественной войны II степени, Красной Звезды[14].

Двоюродные сестры — Певистамо (1900—1953), была замужем за Ельчибековым Карамхудо (1896—03.05.1938) — первым народным комиссаром здравоохранения Совнаркома ТаджССР, таджика по национальности; Гулдастамо (1907—1980), была замужем за Бехроновым Куканбеком (тадж. Куканбек Беҳронов, 1911—1985).
Жена и дети — Нагзибекова Оджатбегим (тадж. Оҷатбегим Нағзибекова, 1919—2010) — колхозница колхоза им. Сталина.
- Дочери: 
  - Ёрмамадова Отамбегим (1940—2011) — выпускница биологического факультета ТГУ им В. И. Ленина (1963), преподавала биологию в школе № 41 г. Душанбе. Муж Мирзо Назаров (род. 1940). Дети: Нисо Мирзоевна (род. 1964), Назар Мирзоевич (род. 1970).
  - Ёрмамадова Зебохоним (род. 1943) — выпускница восточного факультета ТГУ им В. И. Ленина (1964), преподавала персидский и арабский языки в школе № 6 им Ленина в Хороге по 2011 год. Муж Камчибек Хусравов (1935—1981) Дети: Алишер Камчибекович (род. 1965), Мародбегим Камчибековна (род. 1969) , Аъзам Камчибекович (род. 1967), Сурайё Камчибековна (род. 1974).
- Сыновья:
  - Ёрмамадов Мамад (род. 1949) — выпускник Душанбинского политехникума, работал контрольным механиком АТП № 9 Минстроя Таджикской ССР. Жена Ширингул Хушдилова (род. 1951). Дети: Кобульмо Мамадовна (род.1975), Мансур Мамадович (род. 1976), Насим Мамадович (1978—1995),  Шавкат Мамадович (род. 1980), Анис Мамадович (род. 1992).
  - Ашурмамадов Нагзибек Ёрмамадович (род. 1961) — выпускник ТГУ им. Ленина (1983); ХОГУ им. М. Назаршоева (2000); Таджикского физтехникума (2011), 12 кратный чемпион республики по волейболу, участник универсиад СССР, Заслуженный тренер Республики Таджикистан (2002), Заслуженный работник спорта (2007). Жена Сабохат Аскаршоевна (род. 1962). Дети: Шамси Нагзибекович (род. 1985), Шахноз Нагзибековна (род. 1988), Савриноз Нагзибековна (род. 1990).